# El Taladro (Buenos Aires)
El Taladro es una localidad argentina ubicada en el partido de Cañuelas, provincia de Buenos Aires. 
Se halla en el kilómetro 75,5 de la ruta nacional 205, a 10 km de Cañuelas. La línea de colectivos 88 la vincula con dicha ciudad. Cuenta con red de energía eléctrica desde 1972.

## Población
Cuenta con 155 habitantes (Indec, 2010), lo que representa un incremento del 15,6% frente a los 134 habitantes (Indec, 2001) del censo anterior.
| Gráfica de evolución demográfica de El Taladro entre 1991 y 2010 |
|                                                                  |
| Fuente: Censos nacionales del INDEC                              |

## Sismicidad
La región responde a la «subfalla del río Paraná», y a la «subfalla del río de la Plata», con sismicidad baja; y su última expresión se produjo el 5 de junio de 1888 (136 años), a las 3.20 UTC-3, con una magnitud aproximadamente de 5,0 en la escala de Richter (terremoto del Río de la Plata de 1888).
La Defensa Civil municipal debe advertir sobre escuchar y obedecer acerca de 
Área de
- Tormentas severas periódicas
- Baja sismicidad, con silencio sísmico de 136 años